# IC 3007
IC 3007 је елиптична галаксија у сазвјежђу Береникина коса која се налази на листи објеката дубоког неба у Индекс каталогу.
Деклинација објекта је + 31° 20' 55" а ректасцензија 12h 7m 30,7s. Привидна величина (магнитуда) објекта IC 3007 износи 14,7 а фотографска магнитуда 15,7. IC 3007 је још познат и под ознакама CGCG 158-27, NPM1G +31.0236, PGC 38486.